# Melanie Oudin
Melanie Oudin (ur. 23 września 1991 w Marietcie) – amerykańska tenisistka pochodzenia francuskiego, mistrzyni US Open 2011 w grze mieszanej, ćwierćfinalistka US Open 2009 w grze pojedynczej, reprezentantka Stanów Zjednoczonych w Pucharze Federacji. Tenisistka praworęczna z oburęcznym bekhendem.

## Kariera tenisowa
Melanie Oudin rozpoczęła treningi tenisowe w wieku siedmiu lat, kiedy to babcia podarowała jej i jej siostrze bliźniaczce Katherine rakiety tenisowe. W rozgrywkach juniorskich osiągnęła półfinał US Open 2008, który przegrała z Gabrielą Paz oraz ćwierćfinał French Open 2008, gdzie uległa Elenie Bogdan. Według notowań z 7 kwietnia 2008 zajmowała drugie miejsce w oficjalnej klasyfikacji juniorskiej Międzynarodowej Federacji Tenisowej.
W tym samym roku otrzymała status profesjonalnej tenisistki. W marcu odnotowała swój pierwszy występ w turnieju WTA, otrzymując dziką kartę od organizatorów zmagań w Indian Wells. W swoim pierwszym oficjalnym pojedynku pokonała Maret Ani 7:5, 6:2, a potem przegrała z Francescą Schiavone. W sierpniu po raz pierwszy wystąpiła w imprezie wielkoszlemowej – w US Open, odpadając w pierwszej rundzie. Swój debiutancki ćwierćfinał w gronie seniorek zdobyła w październiku w Quebec, eliminując tam między innymi Sybille Bammer.
W czerwcu 2009 jako kwalifikantka awansowała do czwartej rundy wielkoszlemowego Wimbledonu, przegrywając 4:6, 5:7 z Agnieszką Radwańską. We wcześniejszych meczach pokonała Bammer, Jarosławę Szwiedową i Jelenę Janković. Rezultat ten, będący najlepszym w jej dotychczasowej karierze, zapewnił Oudin miejsce w gronie stu najlepszych tenisistek globu według rankingów WTA. W sierpniu Amerykanka ponownie zadziwiła światową publiczność, znajdując się w ćwierćfinale US Open. Wygrała kolejno z czterema Rosjankami: Anastasiją Pawluczenkową, Jeleną Diemientjewą, Mariją Szarapową i Nadieżdą Pietrową, zatrzymując się dopiero na późniejszej wicemistrzyni, Caroline Wozniacki. W efekcie awansowała na 44. miejsce listy WTA. W listopadzie wystąpiła w finale Pucharze Federacji, w którym Amerykanki podejmowały Włoszki, ale przegrała spotkania ze Schiavone i Flavią Pennettą. W tym sezonie otrzymała Nagrodę WTA dla Debiutantki Roku.
W lutym 2010 osiągnęła półfinał halowych zawodów w Paryżu, a tydzień później również ćwierćfinał w Memphis. W gronie ośmiu najlepszych uczestniczek turnieju znalazła się także w Ponte Vedra Beach i Charleston; ten drugi rezultat zapewnił jej kolejną najwyższą lokatę w światowych notowaniach – miejsce 31. Po tym wyczynie spotkała Oudin jednak seria porażek, przerwana dopiero wrześniowym ćwierćfinałem w Quebec. Jesienią ponownie wystąpiła w finale Pucharu Federacji, po raz drugi przeciwko Włoszkom, tam Melanie ograła Schiavone i było to jedyne zwycięstwo jej ekipy w tej konfrontacji. Zimą osiągnęła również swój pierwszy profesjonalny półfinał w grze podwójnej, stało się to w Memphis, a jej partnerką była Shenay Perry.
9 września 2011 w parze z rodakiem Jackiem Sock wygrała turniej gry mieszanej US Open, zdobywając swoje pierwsze mistrzostwo wielkoszlemowe w karierze. W starciu finałowym Amerykanie pokonali Giselę Dulko i Eduardo Schwanka z Argentyny 7:6(4), 4:6, 10-8. Tym samym po raz trzeci z rzędu konkurencję mikstów w Nowym Jorku zwyciężył duet gospodarzy (w 2009 triumfowali Carly Gullickson i Travis Parrott, a w 2010 Liezel Huber i Bob Bryan).
W czerwcu 2012 roku zwyciężyła w pierwszym turnieju singlowym rangi WTA International. W Birmingham pokonała Jelenę Janković 6:4, 6:2. W Québecu osiągnęła ćwierćfinał gry pojedynczej.
18 sierpnia 2017 poinformowała o zakończeniu kariery sportowej.

## Życie prywatne
Rodzina Melanie Oudin ma pochodzenie francuskie. Jej rodzice to John i Leslie Oudin. Tenisistka ma siostrę bliźniaczkę, Katherine i młodszą siostrę Christinę. Podstawową edukację odebrała w domu w przeciwieństwie do siostry bliźniaczki, która uczęszczała do publicznej szkoły. Katherine Oudin również jest tenisistką, która występowała w gronie juniorów, jednak ma mniejsze osiągnięcia niż Melanie. Tenisowym wzorem Amerykanki jest Justine Henin za to, że udowodniła, iż nie trzeba być wysokim, by wygrywać (Oudin ma 168 cm wzrostu).

## Finały turniejów WTA
| Legenda                     | Legenda |
| --------------------------- | ------- |
| Wielki Szlem                |         |
| Igrzyska olimpijskie        |         |
| WTA Tour Championships      |         |
| 2009 – 2020                 |         |
| WTA Premier Mandatory       |         |
| WTA Premier 5               |         |
| WTA Premier                 |         |
| WTA International Series    |         |
| WTA 125K series (2012–2020) |         |

### Gra pojedyncza 1 (1-0)
| Końcowy wynik | Nr | Data            | Turniej    | Nawierzchnia | Przeciwniczka   | Wynik finału |
| ------------- | -- | --------------- | ---------- | ------------ | --------------- | ------------ |
| Zwyciężczyni  | 1. | 18 czerwca 2012 | Birmingham | Trawiasta    | Jelena Janković | 6:4, 6:2     |

### Gra mieszana 1 (1-0)
| Końcowy wynik | Nr | Data            | Turniej | Nawierzchnia | Partner   | Przeciwnicy                  | Wynik finału      |
| ------------- | -- | --------------- | ------- | ------------ | --------- | ---------------------------- | ----------------- |
| Zwyciężczyni  | 1. | 9 września 2011 | US Open | Twarda       | Jack Sock | Gisela Dulko Eduardo Schwank | 7:6(4), 4:6, 10–8 |

## Wygrane turnieje rangi ITF
| turnieje z pulą nagród 100 000 $ |
| turnieje z pulą nagród 75 000 $  |
| turnieje z pulą nagród 50 000 $  |
| turnieje z pulą nagród 25 000 $  |
| turnieje z pulą nagród 15 000 $  |
| turnieje z pulą nagród 10 000 $  |

### Gra pojedyncza
|    | Data       | Turniej              | Kat. | Finalistka           | Wynik            |
| 1. | 27/07/2008 | Lexington            | ITF  | Carly Gullickson     | 6:4, 6:2         |
| 2. | 10/05/2009 | Indian Harbour Beach | ITF  | Laura Siegemund      | 7:5, 5:7, 6:2    |
| 3. | 17/05/2009 | Raleigh              | ITF  | Lindsay Lee-Waters   | 6:1, 2:6, 6:4    |
| 4. | 29/04/2012 | Charlottesville      | ITF  | Irina Falconi        | 7:6(0), 3:6, 6:1 |
| 5. | 04/11/2012 | New Braunfels        | ITF  | Mariana Duque Mariño | 6:1, 6:1         |
| 6. | 29/09/2013 | Las Vegas            | ITF  | Coco Vandeweghe      | 5:7, 6:3, 6:3    |